# Gaspereau River
Gaspereau River är ett vattendrag i Kanada.   Det ligger i provinsen Nova Scotia, i den sydöstra delen av landet, 900 km öster om huvudstaden Ottawa.
I omgivningarna runt Gaspereau River växer i huvudsak blandskog. Runt Gaspereau River är det glesbefolkat, med 19 invånare per kvadratkilometer.